# 예구디엘

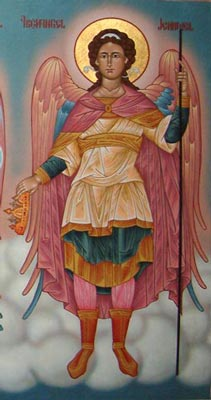
대천사 예구디엘

예구디엘(Jegudiel)은 동방 정교회 전승에서 일곱 대천사 가운데 한 명이다. 이후디엘 (Jhudiel) 또는 예후디엘(히브리어: יהודיאל)이라고도 불린다.

## 성화
성화에서 그는 종종 왕관과 세 줄 달린 채찍을 든 모습으로 그려지는데, 여기서 왕관은 하느님이 의인들에게 주는 상을 의미하고 채찍은 죄인들이 받는 벌을 의미한다. 정교회의 고전적인 묘사로는 통상적으로 오른손에는 왕관을, 왼손에는 지팡이나 막대기를 들고 서 있는 모습이 있다.

## 수호
예구디엘은 어떤 분야에서든 열심히 일하는 성실한 이들의 수호천사이며, 그가 들고 있는 왕관은 그러한 노동에 대한 충만한 영적 보상을 상징한다. 그는 부하 천사들과 더불어 하느님의 영광을 드러낼 책무가 있는 사람들, 즉 군주들과 판관들, 기타 지도자들의 조언자이자 보호자이다. 예구디엘은 또한 하느님의 자비로운 사랑을 전해주고 일곱 대천사 가운데 금요일을 담당하는 천사로도 알려져 있다. 예구디엘의 이름은 비경전인 에녹서에 처음 나오는 것으로 추정된다.

## 참조
1. ↑  Hymn of Praise: The Archangels
2. ↑  The Rational Heavenly Powers
3. ↑  The heavenly host and our modern life